# St. Joseph County (Michigan)
St. Joseph County je okres ve státě Michigan ve Spojených státech amerických. K roku 2000 zde žilo 62 422 obyvatel. Správním městem okresu je Centreville. Celková rozloha okresu činí 1 350 km².